# Begraafplaats van Wassigny
De Begraafplaats van Wassigny is een begraafplaats in de gemeente Wassigny, gelegen in het Franse departement Aisne. Ze ligt aan de Rue des Dèportès 39-45 op 500 m ten noordoosten van het centrum (Eglise Notre-Dame de l’assomption). 
De begraafplaats heeft een lang en smal rechthoekig grondplan met een oppervlakte van nagenoeg 6.358 m². Ze wordt deels omsloten door een bakstenen muur, betonnen platen of een draadafsluiting. Een tweedelig metalen hek en een afzonderlijk poortje markeren de toegang. Aan de straatzijde zijn op de muur metalen spijlen met puntige uiteinden geplaatst. Een centraal pad loopt over de hele lengte van de begraafplaats.

## Franse oorlogsgraven
Achteraan op de begraafplaats ligt een perk met 14 gesneuvelde Franse militairen uit de Eerste Wereldoorlog. Twaalf van hen stierven op 4 november 1918.

## Britse oorlogsgraven
Wassigny werd op 18 en 19 oktober 1918 door de 1st Division veroverd.
Op de begraafplaats liggen twee perken met Britse gesneuvelden uit de Eerste Wereldoorlog. Een perk met 4 graven ligt links direct na de ingang en een tweede perk met 25 graven ligt aan het einde van het terrein net voor het perk met de Franse gesneuvelden. Zij stierven tussen 18 oktober en 24 november 1918. De meeste slachtoffers waren manschappen van artillerie-eenheden. De graven worden onderhouden door de Commonwealth War Graves Commission en staan er geregistreerd onder Wassigny Communal Cemetery.

### Onderscheiden militairen
- David Smith, onderluitenant bij de Black Watch (Royal Highlanders) werd onderscheiden met het Military Cross en de Distinguished Conduct Medal (MC, DCM).
- Edward Roy Taylor, kapitein bij de South Wales Borderers werd onderscheiden met het Military Cross (MC).
- Alexander Ramsay, sergeant bij de Black Watch (Royal Highlanders) werd tweemaal onderscheiden met de Military Medal (MM and Bar).